# Antonio Barluzzi

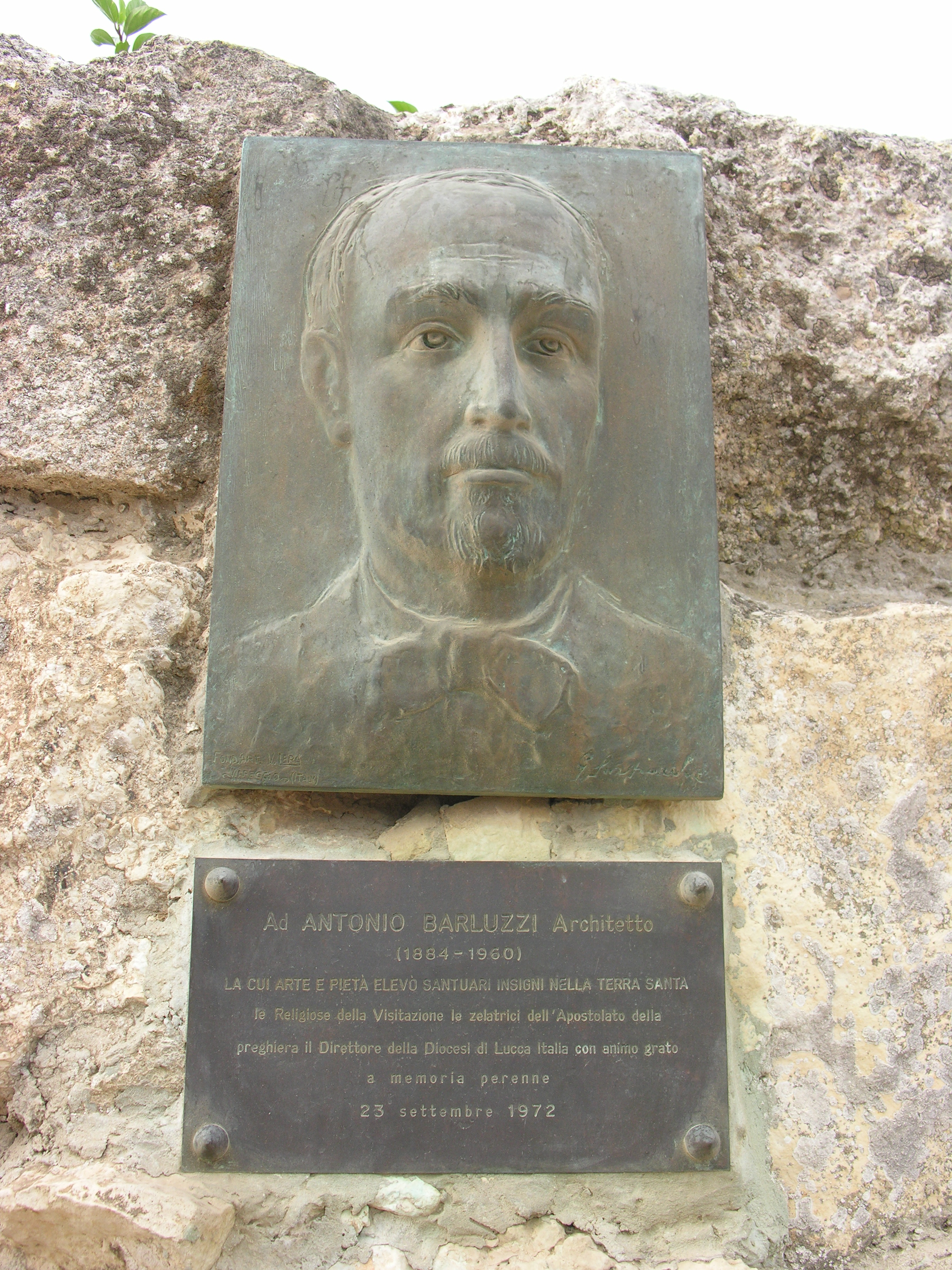
Portrait d'Antonio Barluzzi sur le Mont Thabor.

Antonio Barluzzi (né le 26 septembre 1884 à Rome, mort dans la même ville le 14 décembre 1960 ) est un architecte italien de la première moitié du XXe siècle, qui a réalisé de nombreux monuments en Terre sainte.

## Biographie
Barluzzi est né dans une famille d'architectes qui travaillaient pour le Saint-Siège.
Après ses études à Rome, il est parti en 1912 à Jérusalem avec son frère Giulio, pour y construire l'hôpital italien.
Au début de la Première Guerre mondiale, il est revenu en Italie, puis est reparti pour Jérusalem en octobre 1917. Quelques années plus tard, on lui a confié la réalisation d'une basilique sur le mont Thabor. C'est le début de toute une série de constructions et de restaurations de bâtiments religieux en Terre Sainte où il est resté jusqu'en 1958. Il a alors dû revenir en Italie pour raisons de santé.

## Ses principales réalisations
- Hôpital italien de Jérusalem : 1919 (situé à l'angle des rues Ha-Nevi'im et Shivtei Yisra'el est maintenant occupé par le ministère israélien de l'éducation[1]). le bâtiment, aux lignes néo-gothiques reproduit un très célèbre monument italien : le Palais communal de Sienne et sa Tour du Mangia.
- Mont Thabor : Basilique de la Transfiguration : 1919-1924
- Mont des Oliviers Gethsémani : Église de Toutes-les-Nations : 1919-1924
- Couvent Saint-Jean-du-Désert près d'Ein Kerem: 1922
- College Terra Sancta (he) à Jérusalem 1924-7
- Église de la Flagellation (Via Dolorosa) à Jérusalem 1927-1929 (elle a conservé sa façade du XIIe siècle)
- Hôpital de Haïfa - 1932
- Mont des Béatitudes : Église des Béatitudes : 1936-1938
- Sanctuaire Gloria in Excelsis  Champ des bergers à Bethléem 1953
- Église de la Visitation à Ein Kerem : terminée en 1955
- Église Saint-Lazare : à Béthanie (el-Aziriyeh) : 1952-1955
- Mont des Oliviers : Dominus Flevit 1953-1955

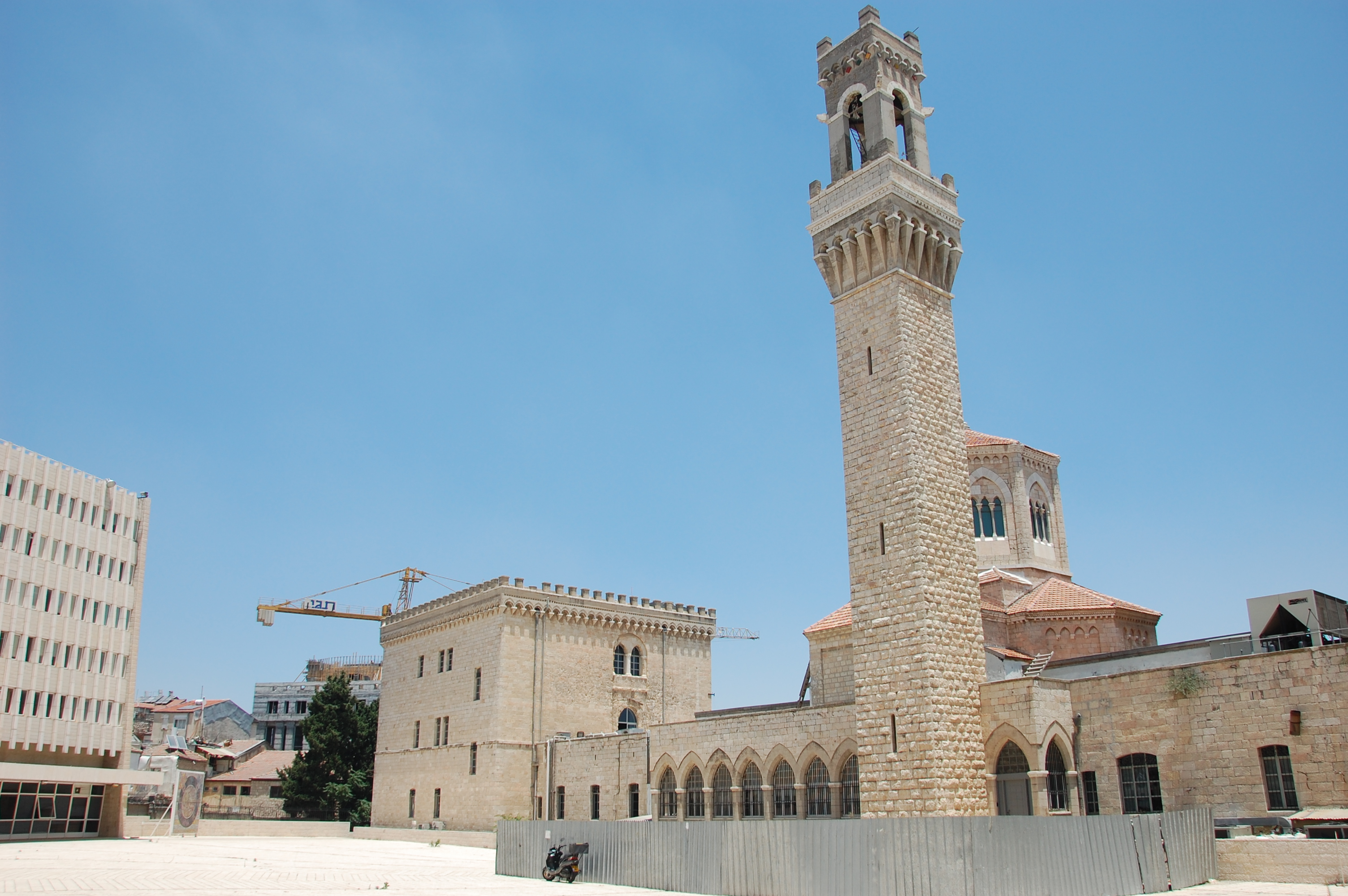
L'hôpital italien et sa tour
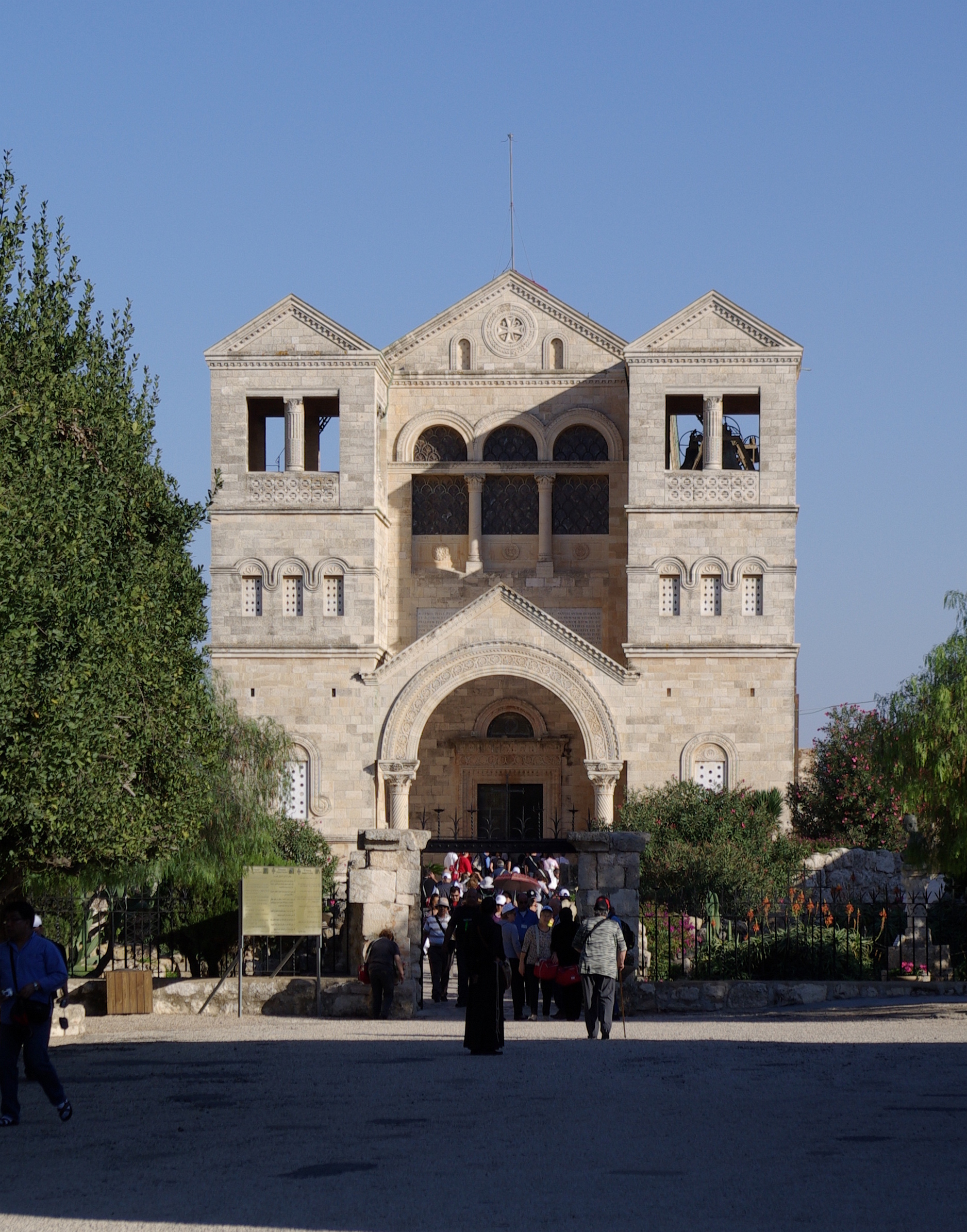
La basilique du Mont Thabor - 1924
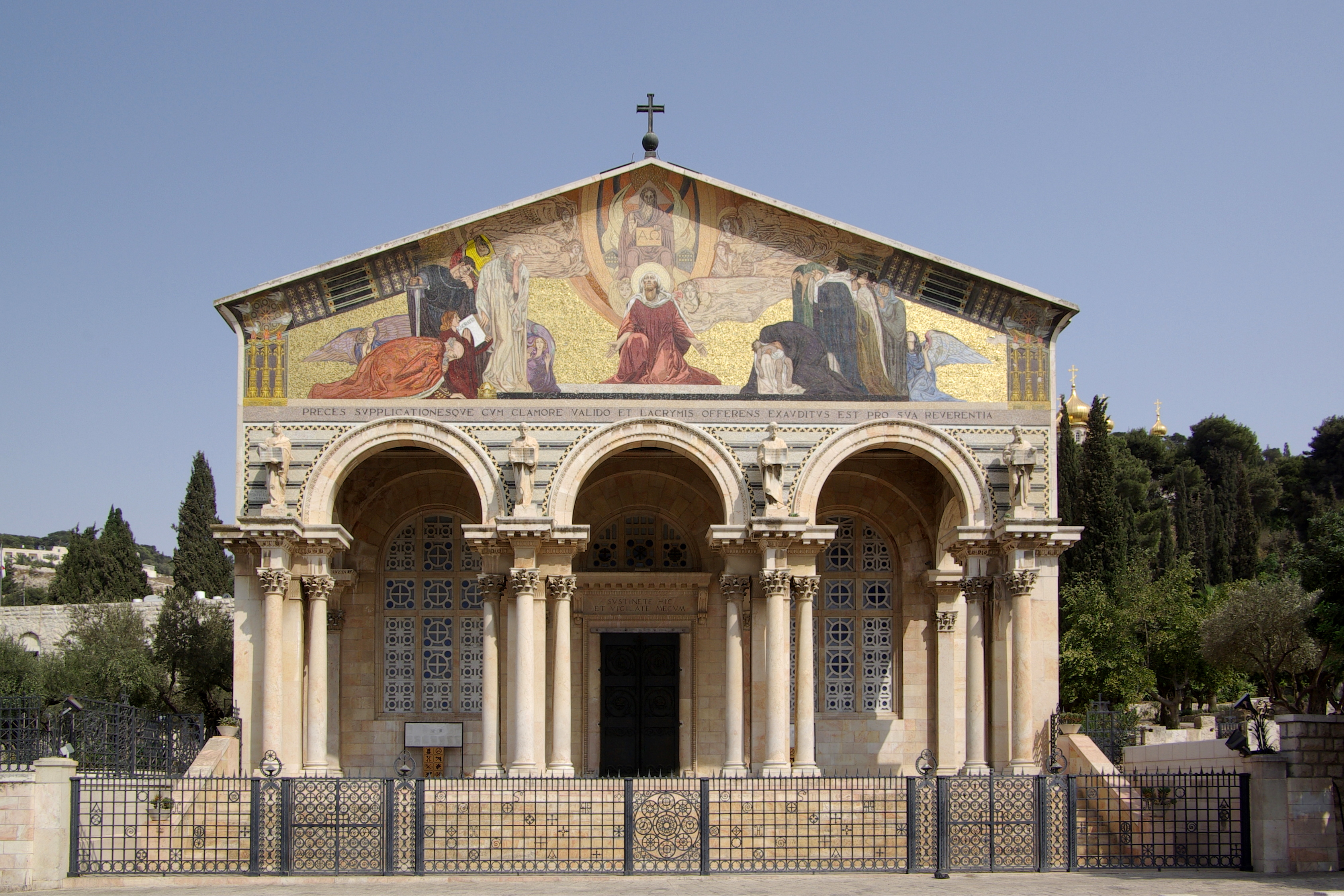
Église de Toutes-les-Nations
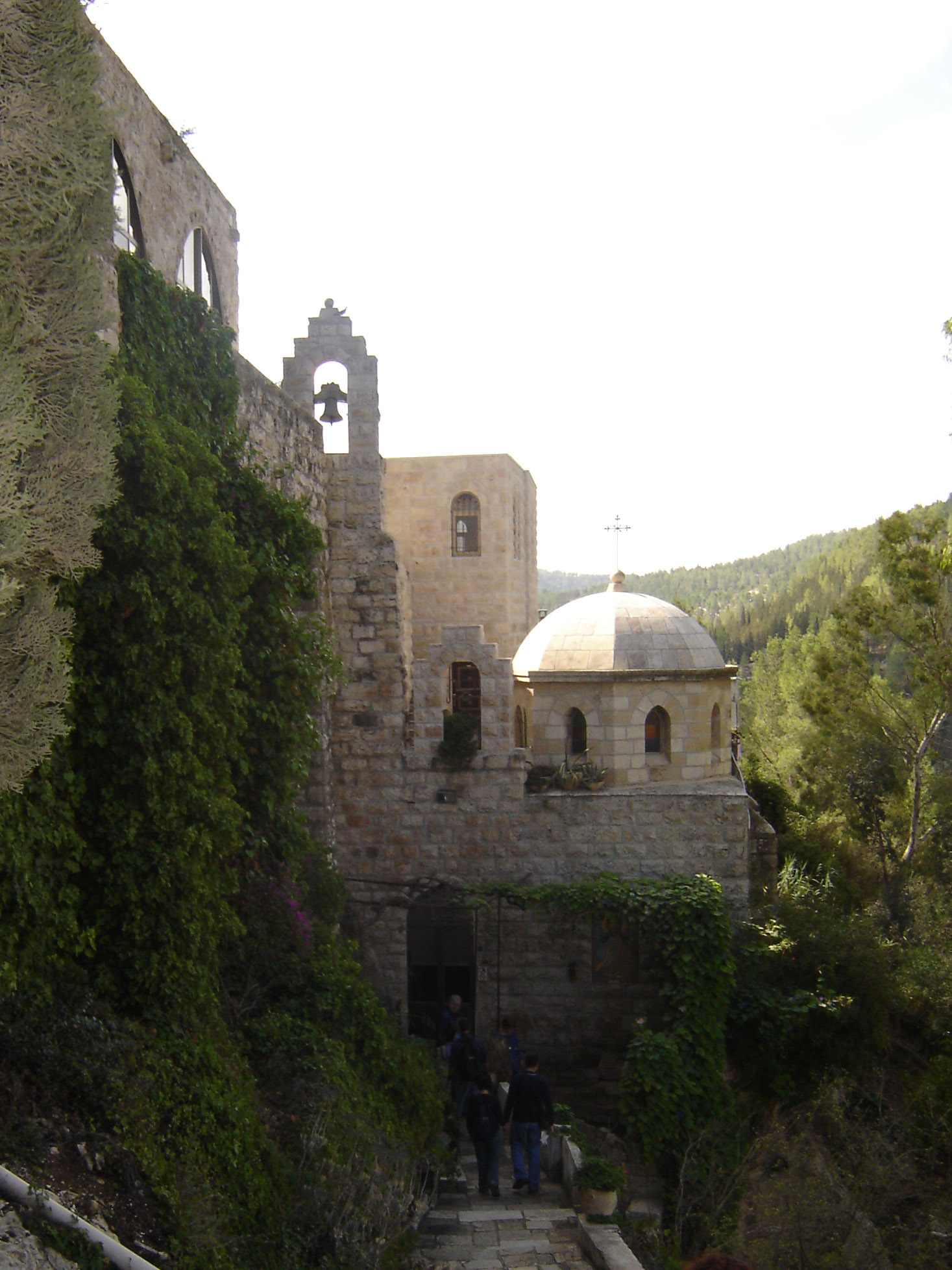
Vue du couvent Saint-Jean-du Désert
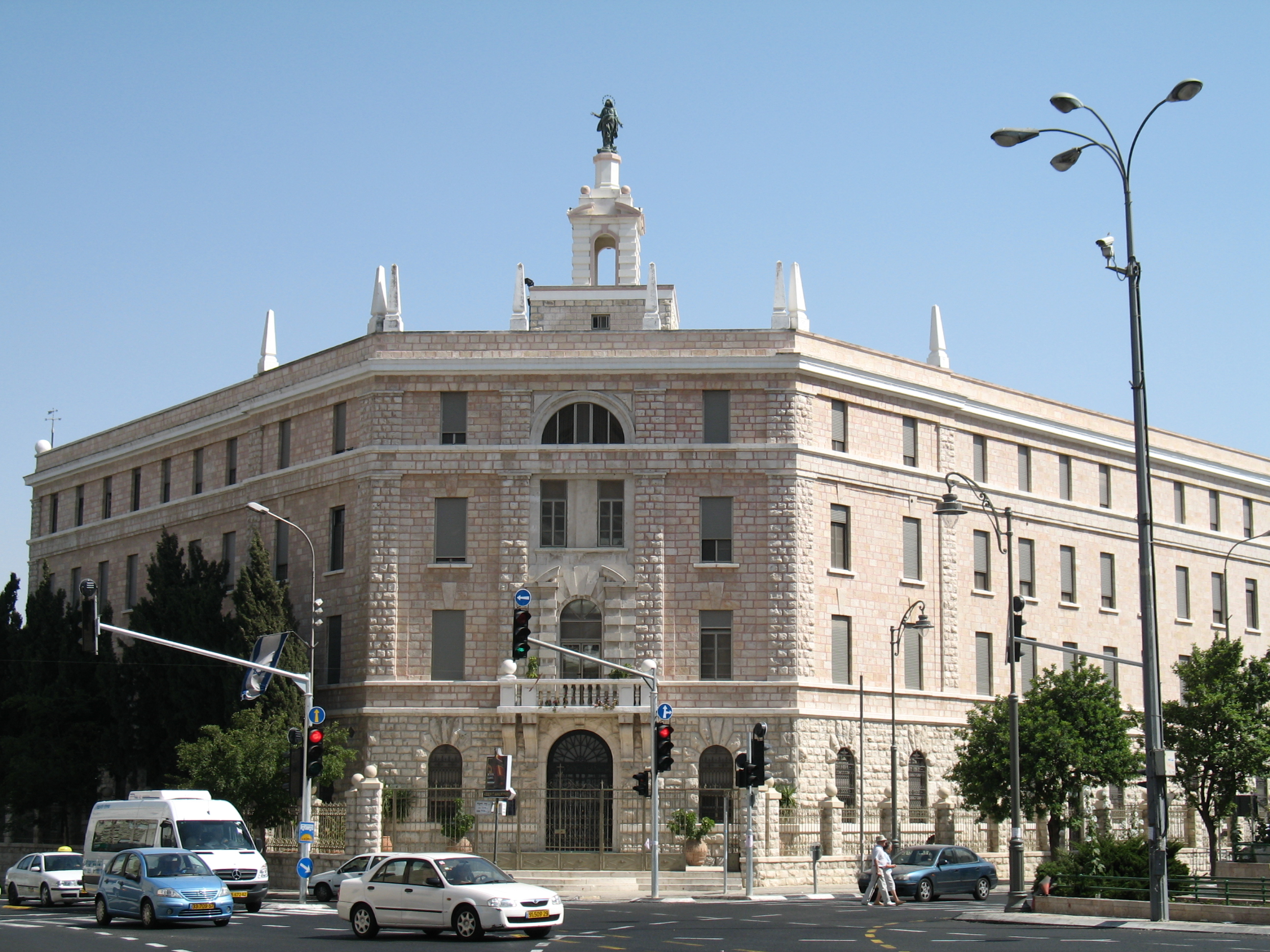
College Terra Sancta à Jérusalem
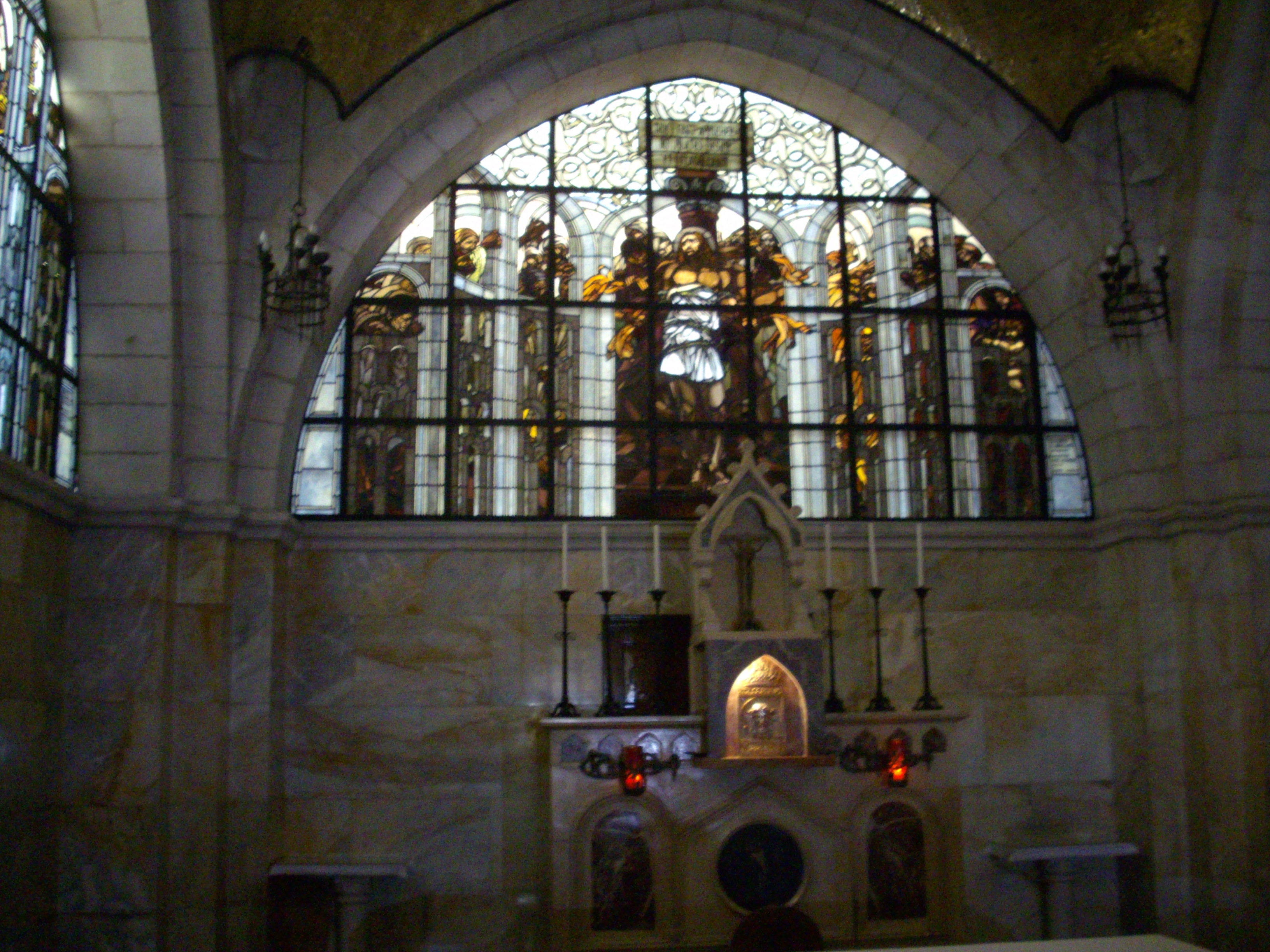
L'une des trois verrières de la chapelle de la Flagellation
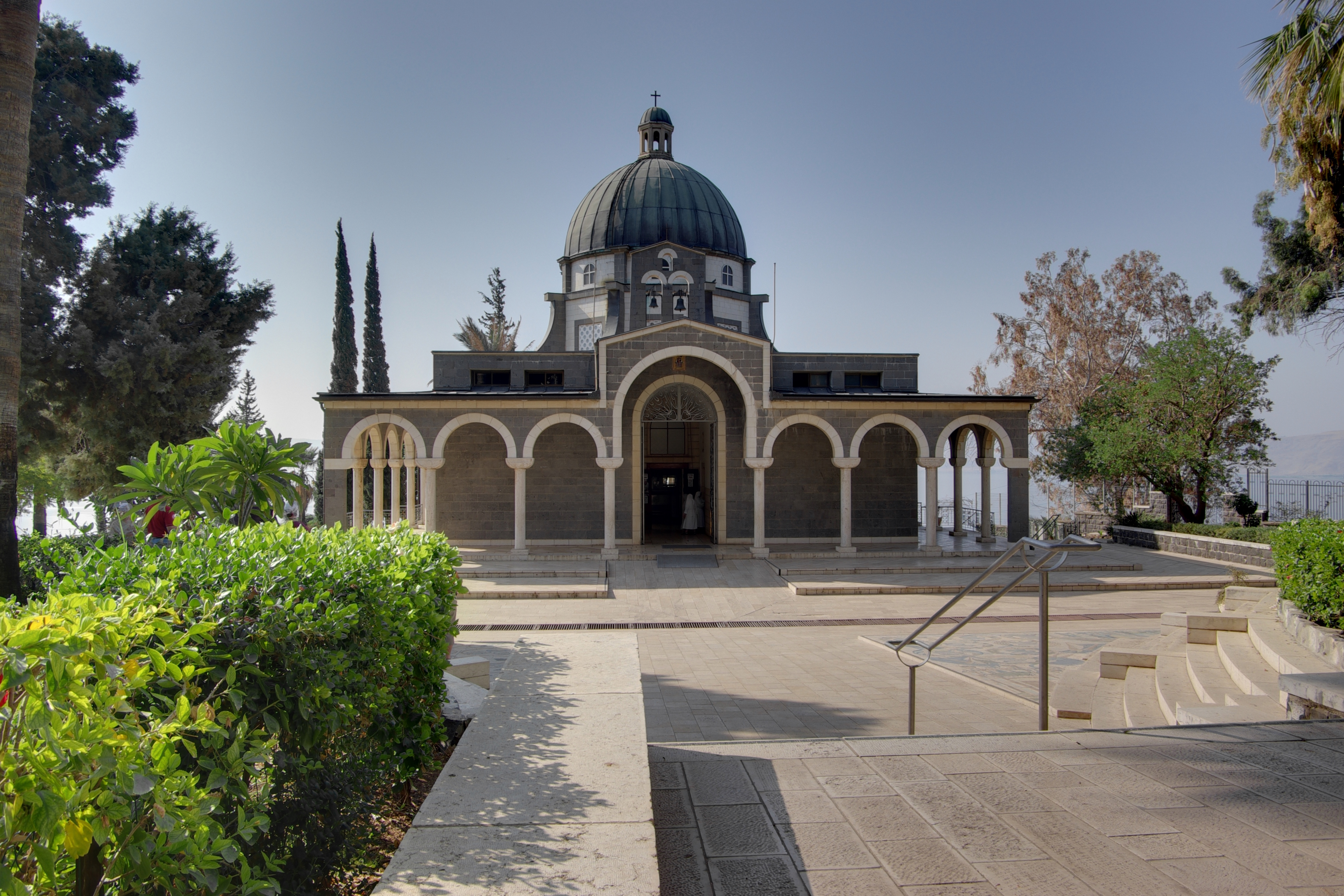
Église des Béatitudes
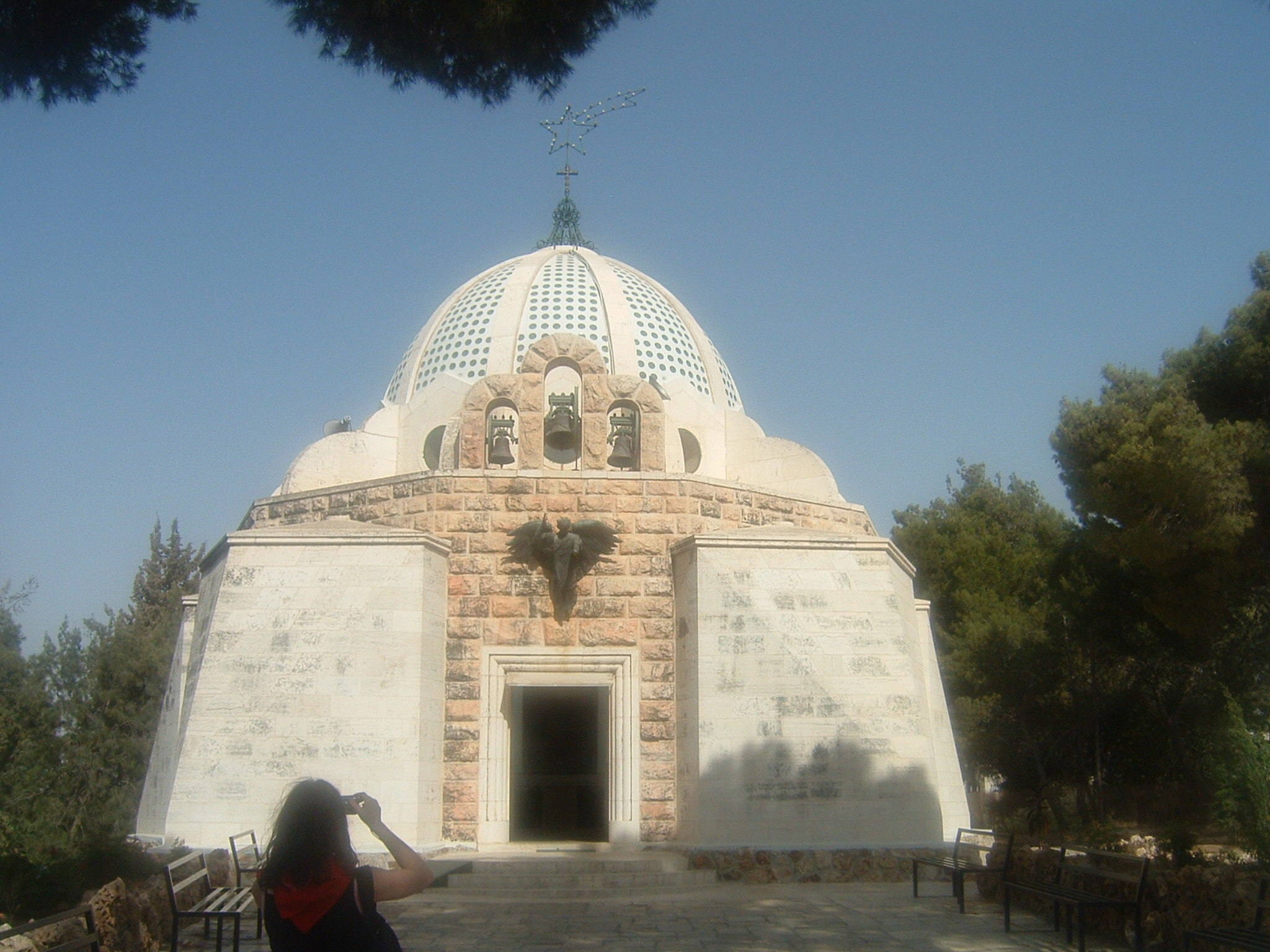
Champ des Bergers à Bethléem
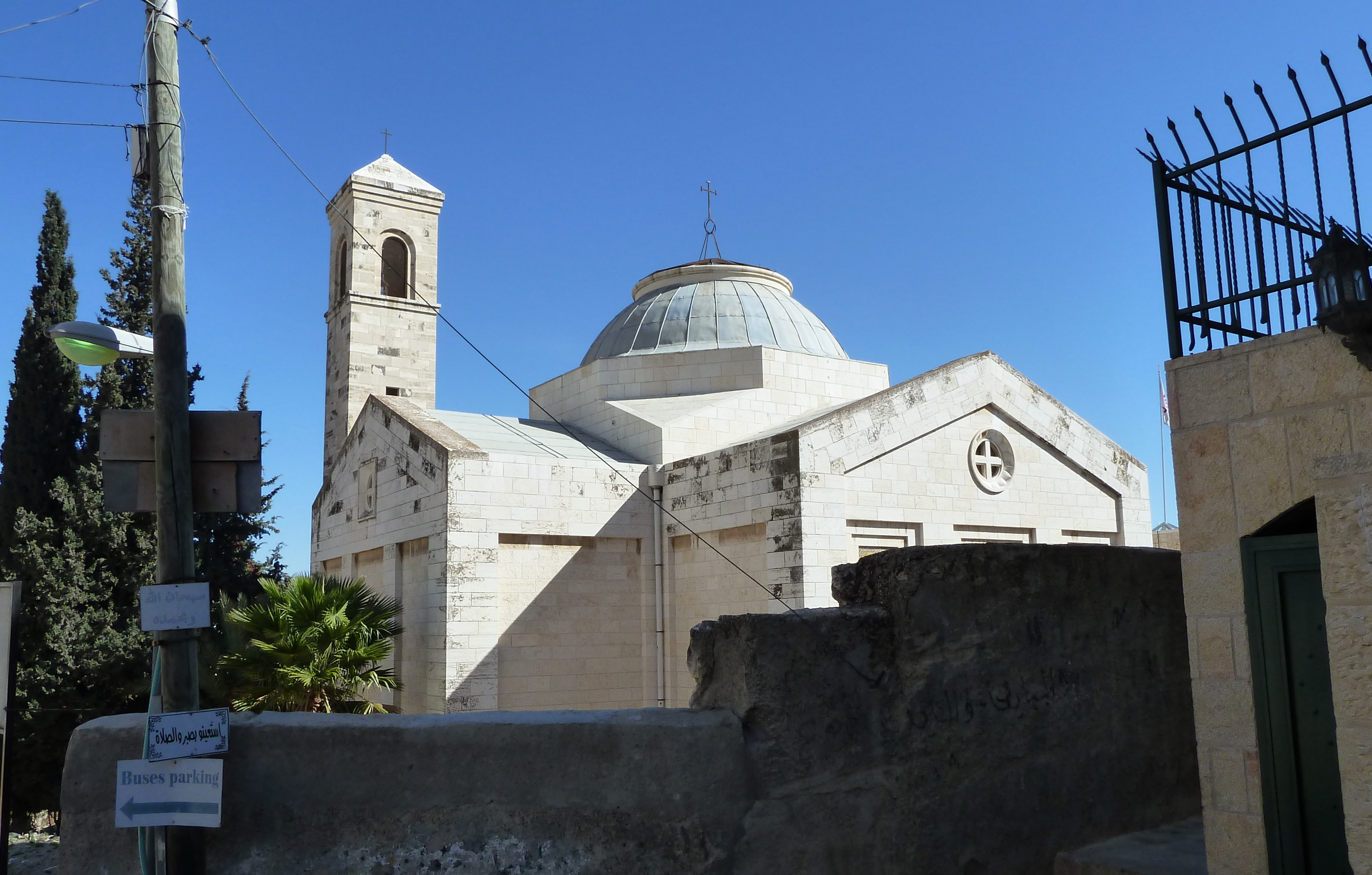
Église Saint-Lazare (en) à Béthanie
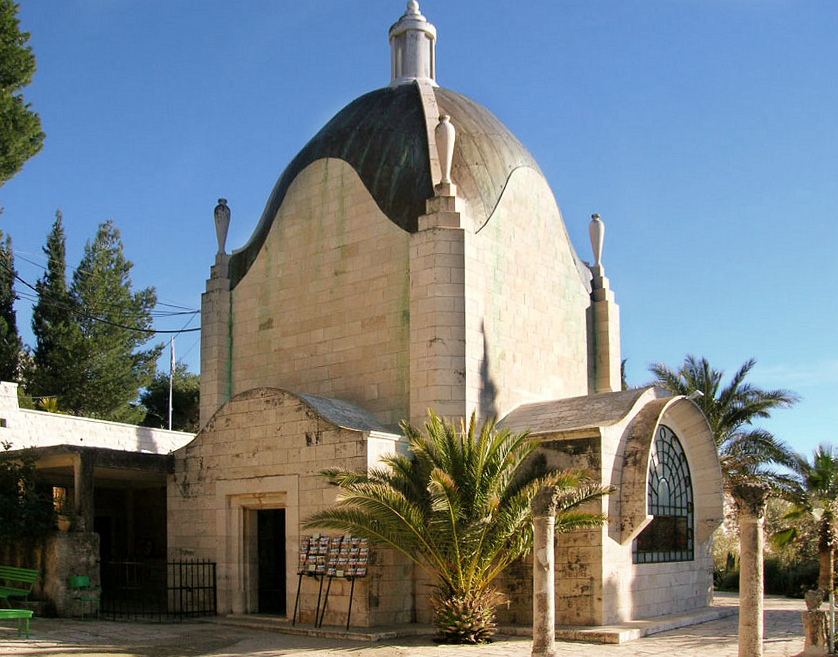
Dominus flevit